# Dendrophthoe elegans
Dendrophthoe elegans là một loài thực vật có hoa trong họ Loranthaceae. Loài này được (Wall. ex DC.) Mart. mô tả khoa học đầu tiên năm 1830.